# Парфёнов, Юрий Александрович
Юрий Александрович Парфёнов (27 октября 1924, Базарный Карабулак, Саратовская губерния — 23 апреля 2014, Москва) — советский спортивный функционер, Заслуженный работник физической культуры Российской Федерации.

## Биография
Юрий Александрович Парфёнов родился 27 октября 1924 в Базарном Карабулаке. Окончил военное авиационно-техническое училище в Вольске. С июня 1942 — в рядах Красной Армии; участник Сталинградской и Курской битв, Белорусской наступательной операции «Багратион». Окончил войну в звании гвардии старшего сержанта. В 1955 окончил юридический факультет МГУ, был председателем спортивного клуба университета. Окончив аспирантуру, преподавал в МГУ.
С 1956— первый председатель Центрального совета ДСО «Буревестник» (возглавлял общество до 1976 года). Был первым вице-президентом Международной федерации студенческого спорта (FISU). В 1970—1971 — председатель Федерации волейбола СССР. Был председателем оргкомитета Универсиады-73. Почётный член FISU и Российского студенческого спортивного союза.
Умер в Москве 26 апреля 2014 года.

## Награды
- медаль «За оборону Сталинграда»[1]
- медаль «За боевые заслуги» (4.4.1944)[3]
- орден Красной Звезды (28.4.1945)[4]
- орден Отечественной войны II степени (6.4.1985)[2]
- орден «Знак Почёта»[1]
- Заслуженный работник физической культуры Российской Федерации[1]